# Leofric de Mercie
Pour les articles homonymes, voir Leofric.
Leofric, parfois francisé en Léofric, est un noble anglo-saxon mort en 1057 à Kings Bromley. Devenu comte de Mercie sous le règne de Knut le Grand, il conserve ce titre, qui fait de lui l'un des plus puissants barons du royaume d'Angleterre, jusqu'à sa mort. Son épouse Godgifu est devenue le sujet de nombreuses légendes populaires, dans lesquelles Leofric joue un rôle d'exploiteur du peuple.

## Biographie
Leofric est le fils de l'ealdorman des Hwicce Leofwine. Il a au moins trois frères : Northman (exécuté en 1017), Edwin (tué au combat contre Gruffydd ap Llywelyn en 1039) et Godwine (mort avant 1057). Son père trouve la mort à une date inconnue après 1023.
Lorsque Knut le Grand devient roi d'Angleterre, en 1017, il divise le royaume en quatre grandes provinces : le Wessex, l'Est-Anglie, la Mercie et la Northumbrie, plaçant un comte (earl) à la tête de chacune d'entre elles, remplaçant l'ancien titre d'ealdorman. La Mercie est d'abord attribuée à Eadric Streona, mais ce dernier est exécuté la même année. Il est possible que Leofric lui ait immédiatement succédé, mais il semble n'être effectivement devenu comte que vers la fin des années 1020. Il devient ainsi l'un des hommes les plus puissants du pays : à la fin du règne de Knut, seul Godwin de Wessex le dépasse en prestige.
À la mort de Knut, en 1035, Leofric apporte son soutien à Harold Pied-de-Lièvre, fils du roi défunt par sa concubine Ælfgifu de Northampton, au détriment de Hardeknut, fils de Knut et de sa femme Emma de Normandie. Il est possible que la famille de Leofric ait été apparenté par les femmes à celle d'Ælfgifu, une raison possible de son soutien à Harold. Ce dernier trouve la mort en 1040, laissant l'Angleterre à Hardeknut. L'année suivante, deux collecteurs d'impôts sont tués à Worcester, et le roi ordonne à Leofric de ravager la ville (qui relève de son comté) en représailles. Il est également possible qu'il lui ait retiré une partie de la Mercie.
Après l'avènement d'Édouard le Confesseur, Leofric lui apporte son soutien en participant à l'expédition qui confisque le trésor royal à la reine-mère Emma de Normandie en novembre 1043. Lorsque Godwin de Wessex se révolte en 1051, Leofric reste fidèle au roi, tout en s'efforçant de trouver un compromis entre les deux parties. Godwin et les siens sont contraints à l'exil, ce qui se traduit par un renforcement de la puissance de Leofric : son fils Ælfgar reçoit notamment le comté d'Est-Anglie auparavant tenu par Harold Godwinson. Cependant, Godwin et ses fils sont rétablis dans leurs fonctions dès la fin de l'année 1052. On ignore comment Leofric réagit à la rébellion de son fils Ælfgar en 1055.
Leofric trouve la mort en 1057 à Kings Bromley, dans le Staffordshire. Les sources ne s'accordent pas sur un jour précis : Jean de Worcester donne le 31 août, mais le manuscrit D de la Chronique anglo-saxonne parle du 30 septembre. En revanche, les deux s'accordent à dire qu'il est inhumé à Coventry.
Tout au long de sa carrière, Leofric effectue de nombreuses donations aux monastères de son comté, parmi lesquels ceux d'Evesham, de Leominster (en), de Much Wenlock et de Stow. Il fonde l'abbaye de Coventry en 1043.

## Dans les arts
Leofric apparaît dans plusieurs films inspirés de la légende de Godiva. Il est interprété par :
- Robert Gaillard dans Lady Godiva de J. Stuart Blackton (1911) ;
- Eduard von Winterstein dans Lady Godiva de Hubert Moest (1921) ;
- Roy Travers (en) dans Lady Godiva de George J. Banfield et Leslie Eveleigh (1928) ;
- George Nader dans Madame de Coventry d'Arthur Lubin (1955).